# Lijst van weg- en veldkapellen in Valkenburg aan de Geul
Dit is een onvolledige lijst van veldkapellen in de gemeente Valkenburg aan de Geul. Kapelletjes komen vooral in het zuiden van Nederland voor en werden dikwijls gebouwd ter verering van een heilige.
| Kapel                                     | Adres                             | Plaats               | Bouwperiode      | Architect      | Foto                          |
| ----------------------------------------- | --------------------------------- | -------------------- | ---------------- | -------------- | ----------------------------- |
| Mariakapel                                | Kleinstraat-Geulhemmerweg         | Berg                 |                  |                | Mariakapel Berg Geulhemmerweg |
| Kruiskapel Rasberg                        | Schansweg-Bergerweg               | Berg                 |                  |                | Kruiskapel Rasberg            |
| Mariakapel                                | Grote Straat-Rijksweg             | Berg                 | 1957             |                | Mariakapel Berg               |
| Mariakapel                                | Rijksweg-Geulgracht               | Vilt                 | 1970             |                | Mariakapel Vilt               |
| Onderaardse schuilkapel                   | Geulhemmergroeve                  | Geulhem              |                  |                | Kapel Geulhemmergroeve        |
| Sint-Martinuskapel                        | Putweg-Krommesteeg                | Houthem              | 1932             |                | Sint-Martinuskapel            |
| Sint-Gerlachuskapel                       | Sint Gerlachstraat-Onderstestraat | Houthem-Sint Gerlach | 1869-1872        |                | Sint-Gerlachuskapel           |
| Mariakapel                                | Provincialeweg                    | Houthem-Sint Gerlach | 1902             |                | Mariakapel                    |
| Calvariekapel (Boskapel)                  | Stevensweg-Meerssenderweg         | Houthem              | 19e eeuw en 1939 |                |                               |
| Onze-Lieve-Vrouw van Lourdeskapel         | Kapelstraat-Limietstraat          | IJzeren              | 1955             |                |                               |
| Kluiskapel van de Kluis op de Schaelsberg | Schaesberg 2                      | Oud-Valkenburg       | 1690             |                |                               |
| Sint-Jansboskapel                         | Sint Jansbosweg-Kapelkensveldweg  | Oud-Valkenburg       | 1915             |                |                               |
| Drie Beeldjes                             | Wandelpad (langs de Geul)         | Oud-Valkenburg       | 1739 en 1900     |                |                               |
| Mariakapel (Bevrijdingskapel)             | Hoogbeek-Valkenburgerweg          | Schoonbron           |                  |                |                               |
| Schuilkapel (Sibbergroeve)                | Bergstaat                         | Sibbe                | 1800             |                | Kapel Sibbergroeve            |
| Sint-Rozakapel                            | Lokerstraat                       | Sibbe                | 1979             |                | Sint-Rozakapel                |
| Mariakapel                                | Daalhemerweg                      | Sibbe                |                  |                |                               |
| Mariakapel                                | Pelerinstraat                     | Valkenburg           | 1950             |                | Mariakapel                    |
| Gedachteniskapel (Verzetskapel)           | Cauberg                           | Valkenburg           | 1958             | Jean Huysmans  | Verzetskapel                  |
| Kerkhofkapel                              | Begraafplaats, Cauberg            | Valkenburg           | 1837             |                | Kerkhofkapel Cauberg          |
| Kerkhofkapel (Fam. Habets)                | Begraafplaats, Cauberg            | Valkenburg           | 1880             | Pierre Cuypers | Grafkapel Habets              |
| Heilige-Familiekapel                      | Strabeek 31/Klaterstraat          | Valkenburg           | 1894             |                | Heilige-Familiekapel          |
| Nicolaas-perroen                          | Pelerinstraat-Grotestraat Centrum | Valkenburg           | 15e eeuw         |                | Nicolaas-perroen              |
| Mariakapel                                | Broekhem-Cremerstraat             | Valkenburg-Broekhem  |                  |                | Mariakapel                    |
| Mariakapel                                | Walem                             | Valkenburg-Walem     | 1828             |                | Mariakapel                    |